# Pyréthrinoïde
 (avril 2025).
Les pyréthrinoïdes sont une large classe de composés organochlorés, organofluorés ou organobromés, dont la structure générale est similaire à celle des pyréthrines (ce sont des pesticide chimique dits biomimétiques), les radicaux carbonés y étant remplacés par des composés halogénés. Industriellement, les pyréthrinoïdes sont produits par halogénation de produits intermédiaires comme la cyperméthrine à partir d'halogénoalcanes. 
Ils sont massivement utilisés dans le monde entier : 30 % des insecticides totaux mis sur le marché au début des années 2020 sont des pyréthrinoïdes ; la valeur de leur marché marché pourrait atteindre 4,5 milliards de dollars d'ici 2027. Ce sont des insecticides arachnicides, aussi parfois présentés comme répulsifs pour moustiques, pour les tiques et les serpents. Ils sont utilisés dans certains traitements (ex. : contre la pédiculose du cuir chevelu) et dans de nombreux dispositifs vétérinaires (colliers antiparasitaires pour chiens, traitements pour bovins…) ; l'alphaméthrine (ou alpha-cyperméthrine) est par exemple retrouvée dans les aliments d'origine aquatique (et son mode d'action non spécifique fait qu'elle peut affecter de nombreux organismes aquatique non-cibles). Elle a été autorisée alors que « ses données de toxicité sur les organismes aquatiques faisaient défaut ». Les trois grands dérivés pyréthrinoïdes (deltaméthrine, perméthrine et alpha-cyperméthrine) ont longtemps été présentés comme très peu toxiques pour l'homme, quel que soit son âge, car se dégradant rapidement. Mais des preuves récentes montrent qu'ils ont un impact sur le développement neurologique de l'embryon et du foetus. Ils sont aussi très présents dans l'air et sur les surfaces intérieures des avions car utilisés depuis les années 1930, avant ou durant les vols, pour éviter le transport de vecteurs de maladies ou d’insectes nuisibles d’un pays à l’autre (sauf aux États-Unis depuis 1979).
Encore « commercialisés comme étant respectueux de l'environnement, ce qui conduit à leur utilisation généralisée ; les insecticides pyréthrinoïdes détiennent aussi une part croissante du marché commercial car utilisés pour remplacer d'autres pesticides (plus toxiques) organophosphorés, des carbamates, des composés organochlorés (principalement le DDT) et d'autres formulations de pesticides, qui représentent plus de 30 % des insecticides à l'échelle mondiale »,,.
Ils sont devenus omniprésents, au point que vers 2010, l'un de leurs principaux résidus de dégradation (acide 3-phénoxybenzoïque ou 3PBA) était retrouvé dans plus de 70 % des échantillons d'urine des américains. Et l'urine des enfants en contient plus que celle des adolescents et des adultes. Des marqueurs chimiques indiquent que les deux principales sources contaminant l'organisme humain sont la perméthrine et la cyperméthrine. Des pyrétrhinoïdes ou leurs produits de dégradation peuvent aussi être retrouvés dans le lait maternel, dans le lait maternisé et dans certains aliments pour bébé.

## Devenir
Ces molécules, quand elles sont exposés à l'air et à la lumière, sont dégradées par les UV solaire et l'atmosphère en un à deux jours, mais en donnant naissance à des métabolites secondaires qui peuvent eux-mêmes réagir avec d'autres molécules. En outre les solvants et autres additifs utilisés dans les formulations peuvent synergiquement modifier les propriétés physicochimiques et biochimiques (et donc la toxicité) des pyréthrinoïdes, avec le cas échéant un possible effet cocktail.

## Catégories
Pyréthrinoïdes de type I : 
| Nom             | N° CAS     |
| --------------- | ---------- |
| Alléthrine      | 584-79-2   |
| Bifenthrine     | 82657-04-3 |
| Esdépalléthrine | 28434-00-6 |
| Perméthrine     | 52645-53-1 |
| Phénothrine     | 26002-80-2 |
| Resméthrine     | 10453-86-8 |
| Sumithrine      |            |
| Téfluthrine     | 79538-32-2 |
| Tétraméthrine   | 7696-12-0  |

Pyréthrinoïdes de type II (possèdent un groupe α-cyané) : 
| Nom           | N° CAS     |
| ------------- | ---------- |
| Cyfluthrine   | 68359-37-5 |
| Cyhalothrine  | 68085-85-8 |
| Cyperméthrine | 52315-07-8 |
| Deltaméthrine | 52918-63-5 |
| Fenvalérate   | 51630-58-1 |
| Fluméthrine   | 69770-45-2 |
| Fluvalinate   | 69409-94-5 |
| Tralométhrine | 66841-25-6 |

## Écotoxicité
Les pyréthrinoïdes présentent une écotoxicité sélective importante, ciblant principalement les insectes (ainsi, la dose létale médiane (DL50) reconnue pour des rats est de 2 000 mg/kg, à comparer à celle des insectes de 0,45 mg/kg). Ils présentent aussi l'avantage d'être facilement dégradés et peu persistants dans la nature, disparaissant par hydrolyse, photolyse et par biodégradation par les micro-organismes.
Une exposition aiguë sur des rongeurs montre une toxicité ciblant le système nerveux (canaux Na+). On distingue une symptomatologie de type T (tremblements, ataxie, excitabilité, hypersensibilité) pour les pyréthrinoïdes de type I, et une symptomatologie de type CS (choréo-athétose, salivation, tremblements, convulsions) pour les pyréthrinoïdes de type II.
Les pyréthrinoïdes sont mortels pour les chats et les animaux à sang froid (poissons, abeilles, etc.). Par contre, les effets sont mineurs sur les chiens,.

## Toxicité
L’exposition de la peau, à court terme, aux pyréthrinoïdes peut conduire à des sensations anormales au visage (paresthésie). 
L'ingestion peut induire des maux de gorge, des nausées, des vomissements, et des crampes abdominales, des ulcères buccaux. On observe souvent une salivation extrême, et une déglutition difficile. La plupart des sujets atteints récupèrent en 12 à 48 heures. 
Les doses létales varient beaucoup selon la molécule (à partir de 55 mg/kg de poids corporel environ pour la bifenthrine ou la λ-cyhalothrine… jusqu’à plus de 10 000 mg/kg de poids corporel pour la d-phénothrine. L'intoxication est rarement mortelle, mais de fortes doses causent des tremblements, le coma et des convulsions qui sont des urgences médicales. 
Chez l'homme adulte, les voies principales de contamination sont le passage percutané (au travers de la peau), l'inhalation (après utilisation de bombes aérosols ou de pulvérisateurs notamment) et l'ingestion d'aliments ou d'eau contaminés.
Au début des années 2000, on estimait qu'aux doses environnementales, aucune lésion chronique d'organes n'était mise en évidence chez des personnes exposées chroniquement, mais des intoxications sont possibles à doses élevées.
Des études épidémiologiques ont ensuite montré que l'exposition répétée aux pyréthrinoïdes, même à faible dose et sans provoquer d'effets aigus tels que des accidents cardiovasculaires, peut être associée à des troubles chroniques qui manifestent chez le jeune enfant ayant été exposé in utero par des troubles comportementaux (anxiété et repli sur soi), tandis que des atteintes à la fertilité (notamment des anomalies spermatiques) ont été relevées dans la population générale. On observe que la spermatogenèse peut être négativement affectée. 
La deltaméthrine, l'un des composés de cette famille, a aussi été corrélée à un risque accru de leucémie lymphoïde chronique ou de lymphome lymphocytaire chez les personnes exposées dans le cadre de leur métier.
À la suite de l'étude ESTEBAN de Santé publique France, qui a révélé des niveaux d'imprégnation significatifs, surtout chez les enfants, l'Agence nationale de sécurité sanitaire de l'alimentation, de l'environnement et du travail (ANSES) plaide pour un usage plus raisonné, et limité, des pyréthrinoïdes. En Chine, une grande étude épidémiologique a montré en 2022 que l'exposition prénatale, même à de faibles niveaux — notamment dans les zones de paludisme —, est associée à un retard du développement neurologique des nourrissons (affectant la cognition, le développement moteur et le comportement adaptatif) ; elle montre aussi que les expositions élevées lors des six premiers mois de grossesse entraînent les effets les plus marqués. Dans ce contexte, l'ANSES a demandé à l'EFSA de réévaluer la sécurité de substances telles que la deltaméthrine (avant août 2026) et la téfluthrine (en) (avant mai 2027) pour éclairer les décisions réglementaires.
Les enfants s'avèrent aussi plus vulnérables ; et ils sont plus exposés à ces produits. Par exemple, des chercheurs de l'Inserm ont montré en 2015, sur une cohorte de trois cents couples mère-enfant, que les pyréthrinoïdes sont effectivement neurotoxiques pour les plus jeunes. Selon la version actualisée en 2021 de cette étude : « les nouvelles études sur les pyréthrinoïdes mettent en évidence un lien entre l'exposition pendant la grossesse et l'augmentation des troubles du comportement de type internalisé tels que l'anxiété chez les enfants. Les données expérimentales sur des rongeurs suggèrent une hyperperméabilité de la barrière hémato-encéphalique aux pyréthrinoïdes aux stades les plus précoces du développement, confortant la plausibilité biologique de ce lien. » Cette méta-étude retient « le rôle de l'exposition prénatale aux insecticides pyréthrinoïdes dans le développement de troubles neuropsychologiques et moteurs chez l'enfant ».
Les pyréthrinoïdes sont des perturbateurs endocriniens pour l'homme, d'autres mammifères et les poissons,.

## Résistances
Dans le cadre de la lutte contre le paludisme en Afrique, les pyréthrinoïdes se montrent de moins en moins efficaces. Les moustiques montrent des résistances, notamment par mutation génétique. On constate le retour à des insecticides comme les pyrroles ou oxadiazines. Il est recommandé de privilégier les solutions n'utilisant pas d'insecticides pour éviter de dépendre de ces derniers.